# Alejandra Mora Mora
Alejandra Mora Mora es una jurista, abogada, investigadora, política costarricense, feminista y activista derechos humanos. Desde agosto de 2019 es la Secretaria Ejecutiva de la Comisión Interamericana de Mujeres de la OEA. Ha sido ministra de la Condición de la Mujer de 2014 a 2018, presidenta del Instituto Nacional de las Mujeres (INAMU) y directora de la Defensoría de la Mujer de Costa Rica.

## Trayectoria
Es licenciada en Derecho en la Universidad de Costa Rica en 1989. Realizó cursos de especialización en la Universidad de Lund and Raul Wallemberg (Suecia) en 1997, la maestría en Derecho Constitucional de la Universidad Estatal a Distancia de Costa Rica en 2004 y el Postgrado en Derechos Humanos de la Universidad de Chile, en Santiago, Chile en 2007. 
Comenzó su carrera profesional en 1989, en el Ministerio de Justicia de Costa Rica con Odio Benítez como titular. Entre 1989 y 1993 fue Jefa Nacional del Departamento Jurídico, Jefa Nacional de Abogacía, Miembra del Instituto Nacional de Criminología y asesora del Área de la Mujer de la Defensoría General de Derechos Humanos. 
Entre 1993 y 2002 fue directora de la Defensoría de la Mujer, dentro de la Defensoría de los Habitantes. Entre 2002 y 2006 fue directora del equipo de asesores del Partido Acción Ciudadana en la Asamblea Legislativa. Entre 2007 y 2014 volvió a su puesto anterior de directora de la Defensoría de la Mujer. En 2013 realizó una Investigación sobre los Derechos de las Mujeres para el Estado de la Nación.
Entre 2012 y 2018 fue Presidenta Ejecutiva del Instituto Nacional de las Mujeres (INAMU) y de 2014 a 2018 fue Ministra de la Condición de la Mujer en la Administración Solís Rivera y miembra del Consejo de Gobierno. En esta etapa, se centró en el diseño y rectoría de las políticas públicas en materia de discriminación y violencia contra las mujeres. En 2018 retornó a su cargo de directora de la Defensoría de la Mujer en la Defensoría de los Habitantes.
En su labor de representación internacional, fue coordinadora de la Federación Internacional de Derechos Humanos en 2000 y coordinadora de la Regional de la Red de Mujeres de la FIO, la Federación Iberoamericana de Ombudsman (término en español de Iberoamérica para Defensoría del Pueblo) en 2012. Entre 2012 y 2016 fue presidenta de la Comisión Interamericana de Mujeres (CIM) y del Mecanismo de Seguimiento a la Convención de Belem do Pará (MESECVI) de la Organización de los Estados Americanos (OEA), así como Asesora de las Mujeres de la ONU en el Panel de Alto Nivel para el Empoderamiento. En julio de 2019 volvió a la CIM al nombrada Secretaria Ejecutiva.
Es catedrática de Derecho de Familia en la Universidad de Costa Rica. Ha desarrollado labor docente desde 1998 en diversas universidades, como la Universidad de La Salle, Universidad de Costa Rica y Universidad Estatal a Distancia. Y desde 2000 es invitada como experta en foros nacionales e internacionales sobre derechos de las mujeres, para elaboración, incidencia y cabildeo para la aprobación de leyes contra el Hostigamiento, de la Ley de Paternidad Responsable y la Ley contra la Violencia.
En agosto de 2019 fue elegida para ocupar el puesto de Secretaria Ejecutiva de la Comisión Interamericana de Mujeres en sustitución de Carmen Moreno Toscano que dejó el puesto tras una década de servicio.

## Premios y reconocimientos
- En 2018 fue designada por la Organización Internacional Apolitical, como una de las 100 personas más influyentes del mundo en las políticas de género en el “Gender Equality Top 100”.[14]
- Premio Mujer Institución, otorgado por la Cámara de Comercio en el marco del Programa para el Desarrollo de la Mujer Empresaria.[15]
- En febrero de 2024 recibió la condecoración como Chevalier de la Légion d'Honneur otorgada por la República de Francia, en reconocimiento por "la energía y compromiso demostrado en la defensa de los derechos de las mujeres,así como su labor en la promoción de políticas que fomenten la equidad." [16] La medalla fue impuesta por la Directora de América y el Caribe del Ministerio francés de Relaciones Exteriores, Michelle Ramis, en un acto especial desarrollado en el Edificio Principal de la Organización de Estados Americanos en Washington D. C.

## Obra

### Monografías
- 2009 Coautoría en Libro: Haciendo visible lo invisible. Compilación de casos de defensa de derechos de las mujeres.
- 2010 Artículo: "El derecho de familia y los derechos Humanos", en libro Derecho de Familia en Latinoamérica, publicado por Editorial Nuevo Enfoque Jurídico, Córdoba, Argentina.
- 2011 Ley contra el Hostigamiento Sexual en el Empleo y la Docencia. Comentada y anotada. Editorial Juritexto. Primera Edición, San José, Costa Rica.
- 2012 Artículo: "La progresividad y el Derecho de familia", en Libro El derecho de Familia en Latinoamérica. Editorial Nuevo Enfoque Jurídico. República de Argentina.
- 2024 Capítulo "Convención Interamericana para Prevenir, Sancionar y Erradicar la Violencia contra las Mujeres (Convención Belém do Pará)" del libro: Soto, S. (Ed.). (2024). La Convención de Belém do Pará: Comentarios sobre su historia, desarrollos y debates actuales. Fundación Konrad Adenauer.

### Publicaciones periódicas
- 1991-1992 1992 y 1995 Coautoría en Folletos: Jurisprudencia Constitucional sobre el Derecho Penitenciario. "Hostigamiento Sexual: Algunas Reflexiones Teóricas-Jurídicas". Publicación de la Defensoría de los Habitantes y "Violencia en las relaciones de Pareja".
- 1996 "¿Quién ejerce la Patria Potestad de los hijos extramatrimoniales en Costa Rica?" Revista IVSTITIA, Nº 114-115, junio, julio.
- 2000 "Ley contra el Hostigamiento sexual: Comentarios a la ley y un análisis desde el principio de igualdad jurídica". Revista IVSTITIA Nº 159 de marzo.
- 2000 "Compilación de Jurisprudencia de la Defensoría de la Mujer". Cuadernillos de la Defensoría de los Habitantes.
- 2002 "El mundo jurídico como instrumento para el adelanto de las condiciones y situaciones de las mujeres: Una aproximación a la Ley de Paternidad Responsable". Revista Parlamentaria Nº 3, Volumen 10, diciembre de 2002. Asamblea Legislativa.